# Івановка (Біловський округ)
Іва́новка (рос. Ивановка) — присілок у складі Біловського округу Кемеровської області, Росія.

## Населення
Населення — 588 осіб (2010; 580 у 2002).
Національний склад (станом на 2002 рік):
- росіяни — 91 %